# Hermawan Susanto
Hermawan Susanto est un joueur de badminton indonésien né le 24 septembre 1967 à Kudus.
Il est médaillé de bronze en simple aux Jeux olympiques d'été de 1992 à Barcelone et médaillé d'argent aux Championnats du monde de badminton 1993.
Il est marié à la joueuse de badminton Sarwendah Kusumawardhani (en).